# ناكاهارا-كو (كاواساكي)
ناكاهارا-كو، كاواساكي (باليابانية: 中原区) (بالإنجليزية: Nakahara-ku)‏ ، هي واحدة من 7 أجنحة (الجناح هو تقسيم فرعي للمدينة في اليابان) في مدينة كاواساكي اليابانية، يبلغ عدد سكانها نحو 244.565 نسمة وبكثافة 16،637 شخصًا لكل كيلومتر مربع. .وتبلغ المساحة الإجمالية 14.70 كيلومتر مربع.

## الجغرافيا
يقع جناح ناكاهارا-كو في محافظة كاناغاوا الشرقية ، في الجزء الأوسط من مدينة كاواساكي ، على الحدود الشمالية لمدينة طوكيو والحدود الجنوبية لـ ويوكوهاما .
تحيط بها البلديات التالية:
- سايواي-كو
- تاكاتسو-كو
- سيتاغايا
- أوتا
- كوهوكو-كو